# Misythus galeatellus
Misythus galeatellus är en insektsart som beskrevs av Morgan Hebard 1923. Misythus galeatellus ingår i släktet Misythus och familjen torngräshoppor. Inga underarter finns listade i Catalogue of Life.